# 菜箸

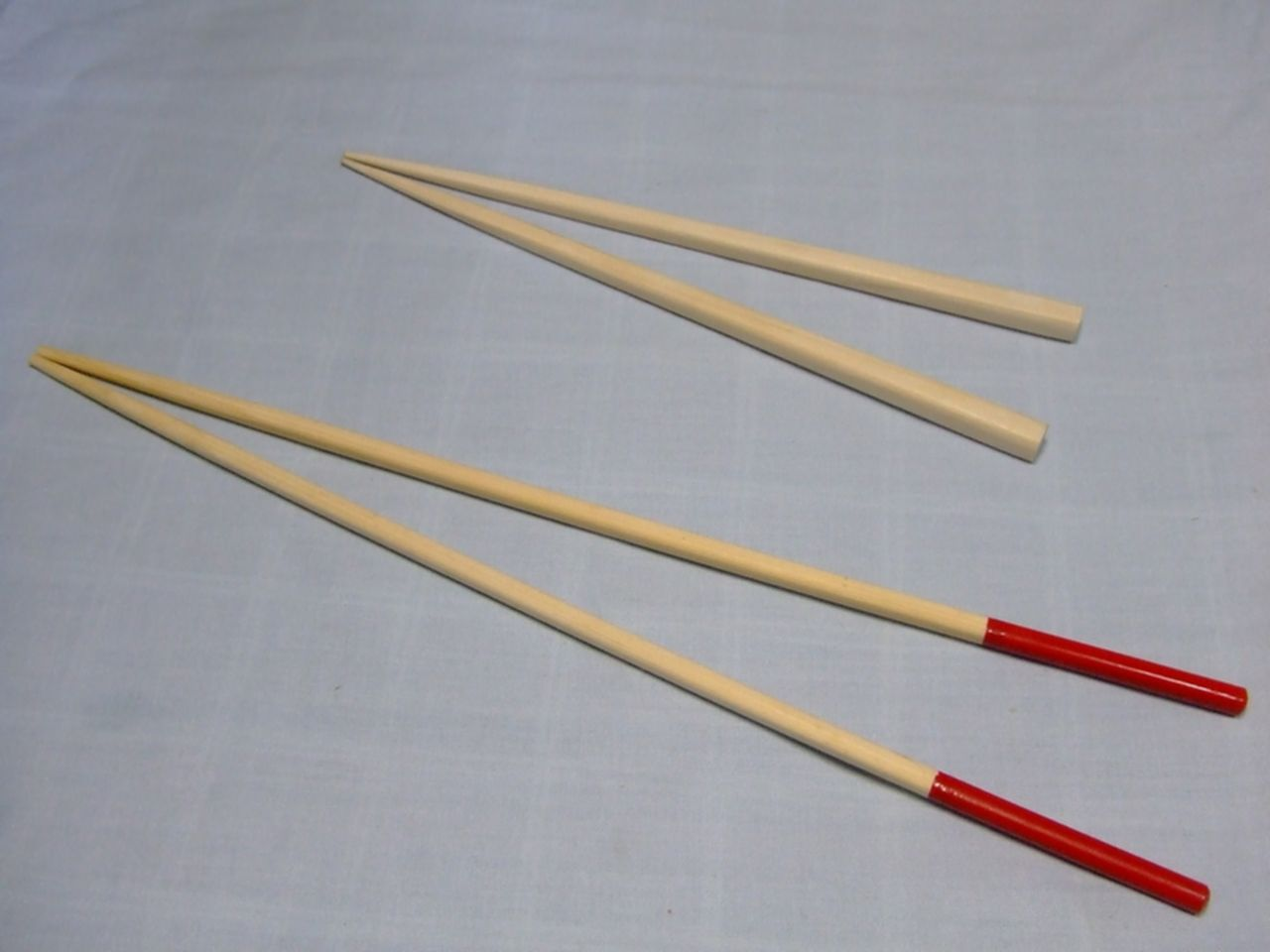
手前が菜箸。奥は食事用の箸

菜箸（さいばし）は、料理の調理や盛り付け及び食事の取り分け用に使われる調理器具で箸の1種。通常、食事用の箸に比べてかなり長く、約1.5 - 2.5倍程度の長さがある。

## 調理用の菜箸
調理の際に、食材をかき混ぜたり、つまむなどの用途に使用する。また皿や椀への盛り付けの際にも使用される。箸の先に刻みを入れ、食材をつまむ際に滑らないようにしたものも多い。
天ぷら・野菜炒め・煮付けなど、火や油・熱湯を使い食材が高温になる料理に使われることが多いため、耐熱性の問題から竹製または木製であり、塗りはされていない。金属製のものもあり、天ぷら箸などの菜箸では先端部分のみが金属製になっているものもある。
食事用の箸と異なる点として、吊り下げて乾燥させやすい取り扱いの便と、片方がなくならないように、2本を糸や紐で繋いであることが多い事が挙げられる。
菜箸が食事用の箸に比べて長い理由は、
- 食事用の箸が食卓に置かれた食器や手に持った食器から料理を口に運ぶ距離が短いのに比べて、菜箸は調理中の熱から手先の火傷を予防する目的
- 調理台や配膳テーブル上の料理を立ちながら利用しやすくするため、料理する者の手ともてなす客が食べる料理との距離を離すこと

などの理由による。
さまざまな調理の上で欠くことのできない調理器具で、調理器具を販売している店で安価に購入できる。

## 取り分け用の菜箸
懐石料理や中華料理で、料理の盛られた皿から個々の皿に取り分ける際に使用する。取り箸ともいう。中華料理用は竹製や樹脂製であることが多い。また、塗りや装飾がされていることもある。